# Арамо (Сирия)
Арамо (на арабски: عرامو, Aramo, на арменски: Արամօ, Aramo) е село в западната част на Сирия, разположено в мухафаза Латакия. Намира се на 30 км източно от Средиземно море. Населението му към 2004 година е 490 души.